# Straže
Straže – wieś w Słowenii, w gminie Lenart. W 2018 roku liczyła 89 mieszkańców.